# Municipio de Chilpancingo de los Bravo
El municipio de Chilpancingo de los Bravo es uno de los 85 municipios que conforman el estado mexicano de Guerrero, ubicado al sur del país. Forma parte de la región Centro y su cabecera es la ciudad de Chilpancingo de los Bravo, capital del estado.

## Geografía

### Localización y extensión
El municipio de Chilpancingo de los Bravo se ubica en el centro-sur del estado de Guerrero y posee una extensión total de 2338.4 km²[cita requerida]. Limita territorialmente al norte con los municipios de Leonardo Bravo y Eduardo Neri, al sur con los municipios de Juan R. Escudero y Acapulco de Juárez; al este con Mochitlán y Tixtla de Guerrero; al oeste, con Coyuca de Benítez y también con Leonardo Bravo.

## Demografía

### Población
Según el Centro de Población y Vivienda 2020 del INEGI, la población total del municipio asciende a 283 354 habitantes.
| Población del Municipio de Chilpancingo |
|                                         |
| Fuente:INEGI                            |

### Localidades
En el censo de 2020 el municipio de Chilpancingo de Bravo contaba con 105 localidades.

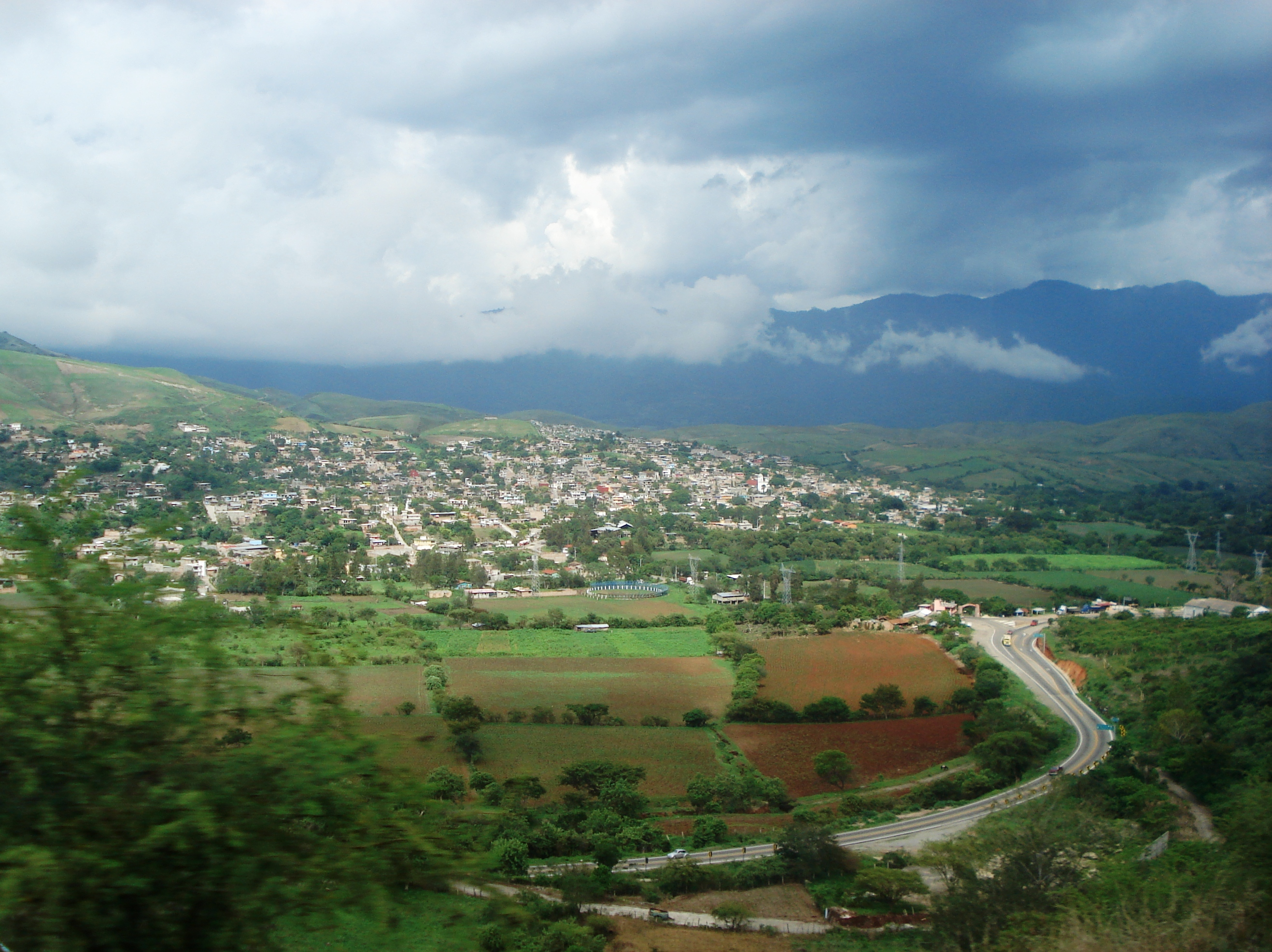
La localidad de Mazatlán, a la derecha la Carretera Federal 95 (México-Acapulco).

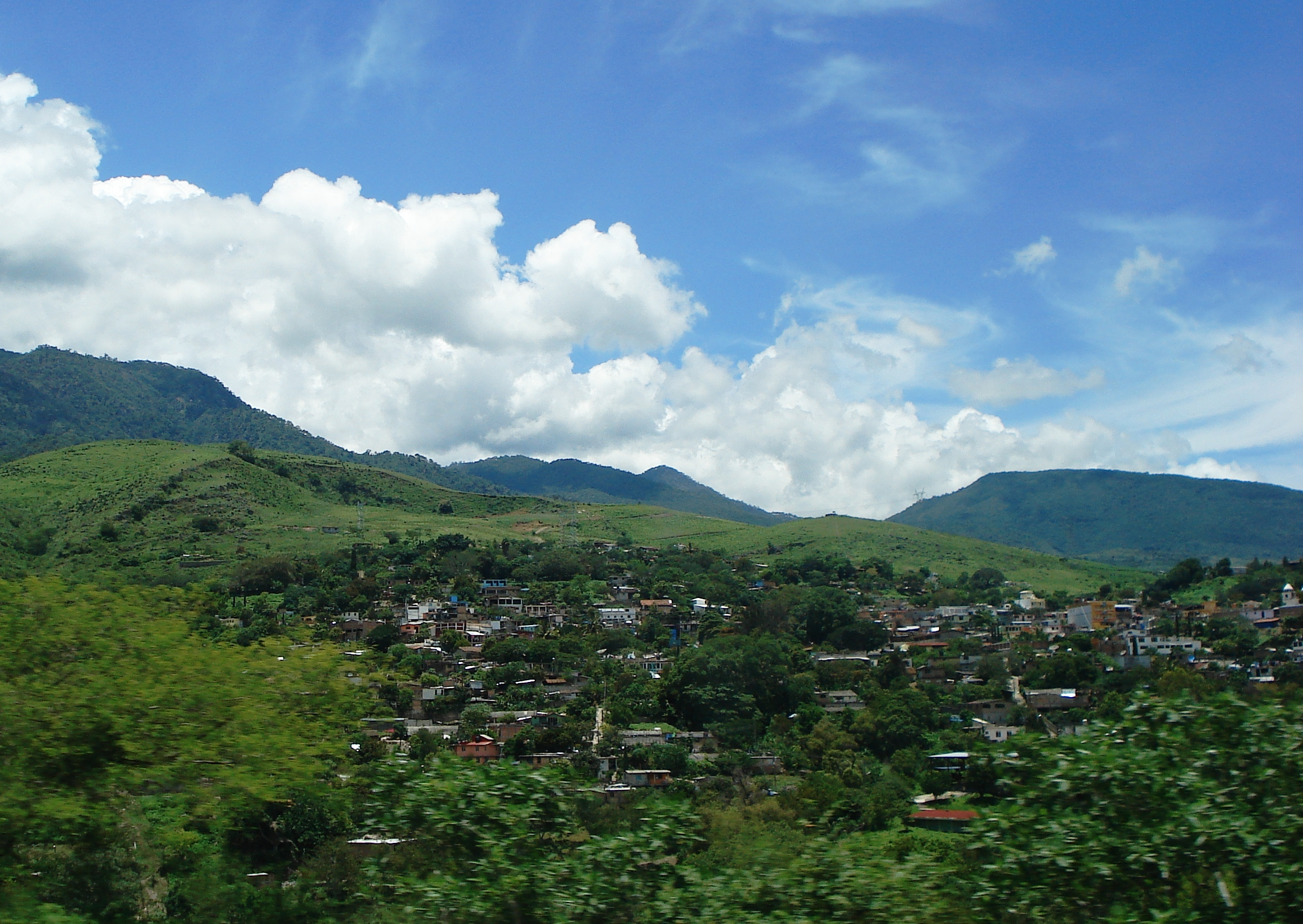
La localidad de Palo Blanco, vista desde la Autopista del Sol.

| Código INEGI      | Localidad                 | Población (2020) |
| ----------------- | ------------------------- | ---------------- |
| 120290001         | Chilpancingo de los Bravo | 225 728          |
| 120290047         | Petaquillas               | 12 544           |
| 120290045         | Ocotito                   | 6 757            |
| 120290043         | Mazatlán                  | 6 093            |
| 120290046         | Palo Blanco               | 2 674            |
| 120290041         | Jaleaca de Catalán        | 2 359            |
| 120290055         | San Vicente               | 2 259            |
| 120290042         | Julián Blanco             | 2 037            |
| 120290028         | Buena Vista de la Salud   | 1 970            |
| 120290044         | Mohoneras                 | 1 844            |
| 120290033         | Coacoyulillo              | 1 589            |
| 120290057         | Tepechicotlán             | 1 469            |
| 120290026         | Amojileca                 | 1 296            |
| 120290037         | El Fresno                 | 1 231            |
| 120290029         | Cajelitos                 | 1 230            |
| 120290051         | San Cristóbal             | 1 162            |
| 120290024         | Acahuizotla               | 1 142            |
| Otras localidades | Otras localidades         | 9 970            |
| Total municipal   | Total municipal           | 283 354          |

## Política y gobierno
El municipio fue creado en 1849, siendo uno de los 38 municipios que constituyeron el estado de Guerrero al haberse erigido, perteneciendo al entonces Distrito Judicial de Guerrero.

### Administración municipal
El gobierno del municipio se conforma por un ayuntamiento, que es encabezado por el presidente municipal, dos síndicos procuradores, seis regidores por mayoría relativa y seis por representación proporcional; formando en total un grupo de 15 
do]] plural. todos son electos mediante una planilla única para un periodo de tres años no renovables para el periodo inmediato, pero si de manera no continúa, las elecciones se celebran el primer domingo del mes de junio y el ayuntamiento entra a ejercer su cargo el día 30 de septiembre del año de la elección.

### Representación legislativa
Para la elección de los Diputados locales al Congreso de Guerrero y de los Diputados federales a la Cámara de Diputados de México, Chilpancingo de los Bravo se encuentra integrado en los siguientes distritos electorales:
Local:
- I Distrito Electoral Local de Guerrero con cabecera en la ciudad de Chilpancingo de los Bravo.[12]

- II Distrito Electoral Local de Guerrero con cabecera en la ciudad de Chilpancingo de los Bravo.[13]

Federal:
- VII Distrito Electoral Federal de Guerrero con cabecera en la ciudad de Chilpancingo de los Bravo.[14]